# Heinkel He 114
Die Heinkel He 114 war ein deutsches katapultfähiges Schwimmer-Aufklärungsflugzeug der 1930er-Jahre. Sie wurde als Konkurrenzmuster zur Arado Ar 95 und Focke-Wulf Fw 62 entwickelt.

## Geschichte und Einsatz
Als ein Nachfolgemuster für die He 60 gesucht wurde, entwickelt Siegfried Günter bei Heinkel die He 114. Dieser Anderthalbdecker mit extrem kurzem Unterflügel sollte als Nahaufklärer verwendbar sein und vom Katapult eines Kriegsschiffes starten können.
Das Flugzeug war in Ganzmetall-Schalenbauweise ausgeführt und ein einstieliger, verspannter Anderthalbdecker mit Y-Stielen und freitragendem Normalleitwerk sowie einem starren, verspannten Ganzmetall-Schwimmerwerk.
Der erste Prototyp He 114 V1 flog 1936 mit einem 950-PS-Motor Daimler-Benz DB 600. Ein zweiter Prototyp (He 114 V2, Kennzeichen D-UGAT) war anfangs mit einem 670-PS-Motor Jumo 210 ausgerüstet. Mit einem BMW-132-Motor ausgerüstet führte diese Maschine dann die ersten längeren Tests als Bordflugzeug von der Gneisenau aus durch. Die He 114 V3 (D-IOGD) erhielt einen 880-PS-Sternmotor BMW 132Dc mit Zweiblattpropeller, die He 114 V4 (D-IDWS) erhielt einen 950-PS-Sternmotor BMW 132K mit Dreiblattpropeller. Dazu unterschieden sich die vier V-Muster in der Ausführung der Schwimmer. Der fünfte Prototyp He 114 V5 (D-IQRS) mit einem BMW-132Dc-Sternmotor war schließlich der Serienprototyp.

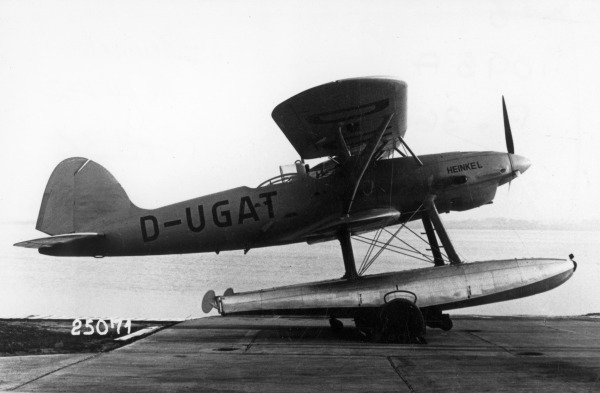
He 114 V2 mit Jumo 210

Diesen Maschinen folgten zehn Vorserienmuster He 114 A-0 mit BMW-Motoren, von denen die ersten als V6 bis V9 bezeichnet wurden.
Die Vorserienmaschine He 114 V8 (D-IGED) war der Prototyp für 33 Maschinen der Serie He 114 A-1 mit 880 PS leistenden BMW 132Dc, die als Trainer genutzt wurden. Die He 114 V9 (D-IHDG) wurde der Prototyp für die Serie He 114 A-2 mit 970-PS-Motor BMW 132K, die bei der Küstenfliegergruppe 506 und als Bordflugzeug zum Einsatz kamen. 1939 erhielt die Luftwaffe noch 14 Maschinen der Baureihe He 114 C-1, die über zwei starre MG nach vorn verfügte, sowie der unbewaffneten Serie He 114 C-2.
Ab 1938/1939 ersetzte die He 114 dann die wegen ihrer schwachen Flugleistungen wenig wirksame Heinkel He 60. Als Bordflugzeuge wurden sie auf den Schlachtschiffen der Scharnhorst-Klasse stationiert, aber bei Kriegsbeginn durch die Arado Ar 196 ersetzt. Auch die Hilfskreuzer Atlantis, Widder und Pinguin hatten anfangs je zwei He 114 A-2 an Bord. Auf Atlantis und Pinguin wurden sie im Laufe deren Kriegsfahrten durch Ar 196 ersetzt. Neben den Einsätzen von den Hilfskreuzern war die He 114 im Kriegseinsatz bei der Luftwaffe über der Ostsee und dem Schwarzen Meer.
Drei Flugzeuge wurden als Ersatz für früher gelieferte He 60 nach Spanien geschickt. Nach Schweden wurden zwölf He 114 A-2 als He 114 B-1 verkauft und dort als S 12 von 1941 bis 1947 geflogen. Die noch am 1. April vereinbarte Lieferung von vier Maschinen an Dänemark unterblieb. Rumänien kaufte sechs He 114 B-2, drei mit Jumo-210- und drei mit Daimler-Benz-DB-600-Motoren. Nach dem Beginn des Krieges gegen die Sowjetunion folgten mindestens zwölf He 114 A-2 als He 114 B-3. In Rumänien wurden die letzten acht Maschinen erst 1960 außer Dienst gestellt.
Insgesamt sollen 98 He 114 aller Versionen gebaut worden sein. Die Konkurrenzentwürfe Arado Ar 95 und Focke-Wulf Fw 62 wurden in noch geringeren Stückzahlen gebaut. Standardbordflugzeug und Küstennahaufklärer der Luftwaffe wurde letztendlich die Ar 196.

## Technische Daten
| Kenngröße                                                             | Daten (He 114 V 2)                                                                                          | Daten (He 114A-2)                                                                                               |
| --------------------------------------------------------------------- | --- | --- |
| Besatzung                                                             | 2 | 2 |
| Spannweite                                                            | 13,8 (oben) 6,00 m (unten)                                                                                  | 13,60 m (oben) 6,00 m (unten)                                                                                   |
| Länge                                                                 | 11,85 m | 11,65 m |
| Höhe                                                                  | 5,23 m | 5,23 m |
| Flügelfläche                                                          | 42,70 m² | 42,30 m² |
| Flächenbelastung                                                      | 77,8 kg/m²                                                                                                  | 87,00 kg/m² |
| Leistungsbelastung                                                    | 4,88 kg/PS                                                                                                  | 3,82 kg/PS |
| Leermasse                                                             | 2100 kg | 2300 kg |
| Rüstmasse                                                             | 2195 kg | 2420 kg |
| Nutzlast                                                              | 70 kg | 200 kg |
| Startmasse                                                            | 3316 kg | 3670 kg |
| Triebwerk                                                             | ein flüssigkeitsgekühlter Zwölfzylinder-V-Motor Jumo 210a                                                   | ein luftgekühlter Neunzylinder-Sternmotor BMW 132K                                                              |
| Startleistung Nennleistung am Boden Nennleistung (Höhe) Volldruckhöhe | 680 PS (500 kW) bei 2700/min 680 PS (500 kW) bei 2700/min 650 PS (478 kW) bei 2700/min in 4000 m 2000 m     | 960 PS (706 kW) bei 2250/min 810 PS (596 kW) bei 2200/min 830 PS (610 kW) bei 2250/min in 850 m 1000 m          |
| spez. Kraftstoffverbrauch                                             | 220 gr/PS h                                                                                                 | 240 gr/PS h |
| Höchstgeschwindigkeit                                                 | 270 km/h in Bodennähe 305 km/h in 2000 m Höhe 270 km/h in 4000 m Höhe                                       | 330 km/h in Bodennähe 335 km/h in 1000 m Höhe 310 km/h in 2000 m Höhe                                           |
| Marschgeschwindigkeit                                                 | 240 km/h in Bodennähe 240 km/h in 2000 m Höhe 230 km/h in 4000 m Höhe                                       | 270 km/h in Bodennähe 295 km/h in 1000 m Höhe 270 km/h in 2000 m Höhe                                           |
| Landegeschwindigkeit                                                  | 105 km/h | 120 km/h |
| Steigzeit                                                             | 9,8 min auf 2000 m Höhe 20,6 min auf 4000 m Höhe 27,4 min auf 5000 m Höhe                                   | 4,3 min auf 1000 m Höhe 10,0 min auf 2000 m Höhe 18,2 min auf 3000 m Höhe                                       |
| Gipfelhöhe                                                            | 6500 m | 4900 m |
| Reichweite                                                            | 500 km bei Höchstgeschwindigkeit in 2000 m Höhe 700 km bei Marschgeschwindigkeit in 2000 m Höhe 830 maximal | 880 km bei Höchstgeschwindigkeit in 1000 m Höhe 920 km bei Marschgeschwindigkeit in 1000 m Höhe 1000 km maximal |
| Startrollstrecke                                                      | 400 m | 380 m |
| Startstrecke                                                          | 510 m auf 15 m                                                                                              | 510 m auf 15 m                                                                                                  |
| Landestrecke                                                          | 500 m aus 15 m                                                                                              | 460 m aus 15 m                                                                                                  |
| Bewaffnung                                                            | keine | ein bewegliches 7,92-mm-MG 15 im Drehkranz optional 1–2 starre 7,92-mm-MG 17 auf dem Rumpf                      |